# 조제 (전한)
조제(趙弟, ? ~ ?)는 전한 중기의 군인이자 관료로, 농서군 상규현(上邽縣) 사람이다.

## 행적
이광리 휘하의 기병으로서 흉노 정벌에 종군하여, 욱성왕(郁成王)을 죽인 공로로 태초 4년(기원전 101년)에 신치후(新畤侯)에 봉해졌다.
천한 2년(기원전 99년), 태상에 임명되었다.
태시 3년(기원전 94년), 옥사(獄事)를 잘못한 죄로 처형될 위기에 놓였다. 조제는 속죄금 백만 전을 내고 완성단용에 처하였다.

## 출전
- 사마천, 《사기》 권123 대완열전
- 반고, 《한서》 권17 경무소선원성공신표·권19하 백관공경표 下

| 전임 석덕 | 전한의 태상 기원전 99년 ~ 기원전 94년 | 후임 유서광 |

| 선대 (첫 봉건) | 전한의 신치후 기원전 101년 4월 정사일 ~ 기원전 94년 | 후대 (봉국 폐지) |